# Жаволь
Жаво́ль (фр. Javols) — колишній муніципалітет у Франції, у регіоні Окситанія, департамент Лозер. Населення — 332 осіб (2011).
Муніципалітет був розташований на відстані близько 470 км на південь від Парижа, 130 км на північ від Монпельє, 24 км на північний захід від Манда.

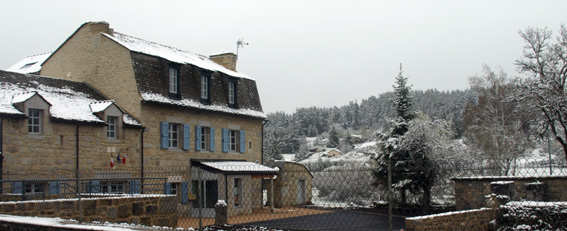

## Історія
До 2015 року муніципалітет перебував у складі регіону Лангедок-Русійон. Від 1 січня 2016 року належав до нового об'єднаного регіону Окситанія.
1 січня 2017 року Жаволь, Омон-Обрак, Ла-Шаз-де-Пейр, Фо-де-Пейр, Сент-Коломб-де-Пейр i Сен-Совер-де-Пейр було об'єднано в новий муніципалітет Пейр-ан-Обрак.

## Демографія
Динаміка населення (Cassini ):
Розподіл населення за віком та статтю (2006):
| Стать | Всього | До 15 років | 15-24 | 25-44 | 45-64 | 65-85 | Понад 85 |
| --- | ------ | ----------- | ----- | ----- | ----- | ----- | -------- |
| Чоловіки | 188    | 20          | 52    | 48    | 24    | 44    | 0        |
| Жінки | 128    | 16          | 4     | 28    | 28    | 44    | 8        |
| \| Статево-вікова піраміда \| Статево-вікова піраміда \| Статево-вікова піраміда \| \| ----------------------- \| ----------------------- \| ----------------------- \| \| Чоловіки \| Вік \| Жінки \| \| 0 \| 85 + \| 8 \| \| 4 \| 80-84 \| 4 \| \| 8 \| 75-79 \| 12 \| \| 12 \| 70-74 \| 8 \| \| 20 \| 65-69 \| 20 \| \| 12 \| 60-64 \| 20 \| \| 4 \| 55-59 \| 0 \| \| 4 \| 50-54 \| 4 \| \| 4 \| 45-49 \| 4 \| \| 20 \| 40-44 \| 0 \| \| 12 \| 35-39 \| 8 \| \| 8 \| 30-34 \| 12 \| \| 8 \| 25-29 \| 8 \| \| 32 \| 20-24 \| 4 \| \| 20 \| 15-20 \| 0 \| \| 0 \| 10-14 \| 0 \| \| 8 \| 5-9 \| 16 \| \| 12 \| 0-4 \| 0 \| |        |             |       |       |       |       |          |
| Статево-вікова піраміда |        |             |       |       |       |       |          |
| Чоловіки | Вік    | Жінки       |       |       |       |       |          |
| 0 | 85 +   | 8           |       |       |       |       |          |
| 4 | 80-84  | 4           |       |       |       |       |          |
| 8 | 75-79  | 12          |       |       |       |       |          |
| 12 | 70-74  | 8           |       |       |       |       |          |
| 20 | 65-69  | 20          |       |       |       |       |          |
| 12 | 60-64  | 20          |       |       |       |       |          |
| 4 | 55-59  | 0           |       |       |       |       |          |
| 4 | 50-54  | 4           |       |       |       |       |          |
| 4 | 45-49  | 4           |       |       |       |       |          |
| 20 | 40-44  | 0           |       |       |       |       |          |
| 12 | 35-39  | 8           |       |       |       |       |          |
| 8 | 30-34  | 12          |       |       |       |       |          |
| 8 | 25-29  | 8           |       |       |       |       |          |
| 32 | 20-24  | 4           |       |       |       |       |          |
| 20 | 15-20  | 0           |       |       |       |       |          |
| 0 | 10-14  | 0           |       |       |       |       |          |
| 8 | 5-9    | 16          |       |       |       |       |          |
| 12 | 0-4    | 0           |       |       |       |       |          |

## Економіка
2010 року серед 199 осіб працездатного віку (15—64 років) 116 були активними, 83 — неактивними (показник активності 58,3%, у 1999 році було 62,3%). З 116 активних мешканців працювало 107 осіб (69 чоловіків та 38 жінок), безробітними було 9 (1 чоловік та 8 жінок). Серед 83 неактивних 53 особи були учнями чи студентами, 17 — пенсіонерами, 13 були неактивними з інших причин.

У 2010 році в муніципалітеті числилось 129 оподаткованих домогосподарств, у яких проживали 287,5 особи, медіана доходів виносила 14 081 євро на одного особоспоживача